# Aporia (album)
Aporia è un album in studio del musicista statunitense Sufjan Stevens realizzato insieme a suo padre adottivo Lowell Brams e pubblicato nel 2020.

## Tracce
1. Ousia – 2:33
2. What It Takes – 3:23
3. Disinheritance – 1:13
4. Agathon – 3:02
5. Determined Outcome – 2:12
6. Misology – 1:49
7. Afterworld Alliance – 2:47
8. Palinodes – 0:32
9. Backhanded Cloud – 1:26
10. Glorious You – 1:49
11. For Raymond Scott – 0:34
12. Matronymic – 0:57
13. The Red Desert – 2:54
14. Conciliation – 1:20
15. Ataraxia – 1:12
16. The Unlimited – 2:14
17. The Runaround – 3:35
18. Climb That Mountain – 3:00
19. Captain Praxis – 2:13
20. Eudaimonia – 2:19
21. The Lydian Ring – 1:02